# Lebe das Leben
Lebe das Leben (Originaltitel: Vivre pour vivre) ist ein französisch-italienisches Filmdrama des Regisseurs Claude Lelouch aus dem Jahr 1967.

## Handlung
Die Ehe des renommierten Pariser Fernsehberichterstatters Robert Colomb ist in Schwierigkeiten geraten. Über Gleichgültigkeit und Gewohnheit pflegt sich Robert mit attraktiven Eintagspartnerinnen hinwegzutrösten, während seine Frau Catherine zwar darunter leidet, aber durchhält. Erst als Robert Catherine sogar auf einer von dieser lange gewünschten Reise nach Amsterdam, durch die ein Jahrestag ihrer Hochzeit gefeiert werden sollte, mit dem amerikanischen Fotomodell Candice betrügt, gibt Catherine auf und beginnt ein neues Leben.
Robert und Candice aber haben sich bald nichts mehr zu sagen. Sie reist wieder ab in die Vereinigten Staaten, und er fährt zu einer großen Reportage nach Vietnam. Innerlich und äußerlich am Ende seiner Kraft kehrt er reumütig zurück. Catherine stellt die Liebe über den Stolz und verzeiht ihm. Ihr gilt nicht die bedenklich lässige Lebensauffassung Roberts, die im Titel des Films zum Ausdruck kommt: leben um zu leben.

## Kritiken
„Von Regisseur Lelouch gestalterisch attraktiv, insgesamt aber unverbindlich inszeniert, wobei die Verknüpfung der privaten Geschichte mit reportagehaften Kapiteln aus Vietnam und dem Kongo wenig überzeugt“, meinte das Lexikon des internationalen Films.
Das Fazit von Evangelischer Filmbeobachter lautete: „Claude Lelouch widmet in seinem […] Film, einer Dreiecksgeschichte, einer glaubwürdigen Lebensdarstellung und vertretbaren Lebensauffassung leider weit weniger Sorgfalt als der optischen Raffinesse. Für Erwachsene.“

## Auszeichnungen (Auswahl)
Der Film wurde bei der Verleihung der Golden Globe Awards 1968 als Bester fremdsprachiger Film ausgezeichnet. In der gleichen Kategorie war die Produktion ebenfalls 1968 für den Oscar nominiert.